# Рональд Варисан
Рональд Варисан (англ. Ronald Warisan, нар. 15 серпня 1989) — папуаський футболіст, воротар клубу «Лае Сіті Двеллерз».
Виступав, зокрема, за клуб «Лае Сіті Двеллерз», а також національну збірну Папуа Нової Гвінеї.

## Клубна кар'єра
Народився 15 серпня 1989 року в місті Вевак, у провінції Східний Сепік. Кар'єру футболіста розпочав у ФК «Сепік», кольори якого він захищав з 2008 по 2009 роки. З 2009 по 2010 роки виступав у «Рапатона Тайгерс», 2011 року перейшов до складу «Беста Юнайтед». З 2013 по 2014 роки виступав у складі клубу «Гігіра Лайтепо Юнайтед». У 2014 році перейшов до клубу «Лае Сіті Двеллерз», кольори якої захищає й донині. У матчі 8-го туру Національної Соккер Ліги 2015 року відзначився останнім голом у переможному (6:0) матчі проти ФК «Оро», який відбувся 11 квітня 2015 року.

## Виступи за збірну
6 вересня 2014 року дебютував в у складі національної збірної Папуа Нової Гвінеї в товариському матчі проти Сінгапуру. Наразі провів у формі головної команди країни 10 матчів.
У складі збірної був учасником кубку націй ОФК 2016 року у Папуа Новій Гвінеї, де разом з командою здобув «срібло».

## Титули і досягнення
- Срібний призер Кубка націй ОФК: 2016